# جاي تي آدامز
جاي تي آدامز (بالإنجليزية: J. T. Adams)‏ هو كاتب أمريكي، ولد في 17 يوليو 1926، وتوفي في 1 سبتمبر 1993.

## وصلات خارجية
- جاي تي آدامز على موقع ميوزك برينز (الإنجليزية)
- جاي تي آدامز على موقع ديسكوغز (الإنجليزية)